# Ралф Дарендорф
Ралф Густав Дарендорф, барон Дарендорф (на немски: Ralf Gustav Dahrendorf, Baron Dahrendorf KBE) е германски и британски професор по социология, политик и публицист. Член на Британската академия и Националната академия на науките на САЩ, както и чуждестранен член на Руската академия на науките.
Той е бил председател на Немското дружество по социология, депутат и държавен секретар в германския Бундестаг (парламент), член на горната камара на лордовете на Британския парламент, член на Европейската комисия, дългогодишен директор на Лондонското училище по икономика и политика, един от създателите на университета в град Констанц (Германия).
Носител е на много награди, като последната е „Принцът на Астурия“ за 2007 година в областта на социалните науки.

## Биография
Ралф Дарендорф е роден на 1 май 1929 година в Хамбург, Германия, в семейството на народния представител от Социалдемократическата партия Густав и неговата съпруга Лина Дерендорф. Между 1947 и 1952 г. следва философия и класическа филология в университета в Хамбург и в Лондонското училище по икономика и политически науки (ЛУИП). През 1952 г. защитава докторска степен с труда „Понятието справедливост в мислите на Карл Маркс“, а през 1957 – докторска степен по социология при ЛУИП и хабилитация на тема „Социални класи и класовата борба в индустриалното общество“ при университета в Заарбрюкен. Между 1958 и 1966 г. преподава като професор по социология в университети в Хамбург, Тюбинген, Констанц, както и в САЩ.
Още след края на Втората световна война Дарендорф започва своята политическа дейност с членството си в бащината Германска социалдемократическа партия (СДП). Въпреки това, той става известен като един от най-значимите съвременни представители на либерализма. През 1967 г. напуска окончателно СДП и става член на немската либералната партия (ФДП). Заедно с тогавашния председател на либералите Карл-Херман Флах Дарендорф става водеща фигура за преорганизирането на партията и преработването на нейния устав. Голяма популярност му донасят и публичните диспути с членове на движението „68-те“. През 1968 г. Дарендорф става народен представител в парламента на провинция Баден-Вюртемберг, а през 1969 г. става депутат в Бундестага, където е избран за държавен секретар във Външното министерство на правителството на Вили Бранд. През следващата 1970 г. той напуска тези постове и се отправя към Брюксел, където е назначен за европейски комисар в областта „Международни отношения и търговия“. От 1973 до 1974 г. е комисар в областта „Изследователска дейност, наука и образование“.
През 1974 г. се завръща към образованието и поема като ректор Лондонското училище по икономика и политически науки, което води до 1984 г. Между 1984 и 1987 г. е професор по социология при университета в Констанц и Russell Sage Foundation в Ню Йорк. Между 1987 и 1997 г. Дарендорф е ректор на St. Antony's College и заместник-ректор на Оксфордския университет.
Паралелно с дейността си във Великобритания Ралф Дарендорф е също така активен и в Германия. Той е съветник на „Бадише Цайтунг“ (немски „Badische Zeitung“) и като член на немската либерална партия е между 1982 и 1897 г. председател на либералната фондация „Фридрих Науман“. През 1988 г. получава наградата „Зигмунд Фройд“ за научна проза.
През 1988 г. Ралф Дарендорф става британски поданик и член на британската партия Либерални демократи. За своите заслуги получава титлата „сър“, а през 1993 г. е издигнат в барон Дарендорф на Clare Market в район Уестминстър и става член на Камарата на лордовете на английския парламент.
От 2005 г. е професор е научноизследователски център за социални науки в Берлин.
Умира на 17 юни 2009 г. в Кьолн на 80-годишна възраст.

## Награди и отличия
- Големият орден за особени заслуги на Федерална република Германия
- Рицар командор на Ордена на Британската империя (KBE)
- Knight Grand Cross Order of Merit от Италия
- Награда „Agnelli“
- Награда „Toynbee“
- Награда „Theodor-Heuss“
- Медал „Гьоте“
- Награда „Garrigues Walker“[1]
- „Награда на принца на Астурия“ за 2007 година в областта на социалните науки[2]
- Почетни докторски степени от университети в 12 държави, между които е и Нов български университет[3][4][5]